# 让·采克拉斯·德·蒂利
蒂利伯爵让·采克拉斯（法語：Jean t'Serclaes de Tilly；1559年2月15日—1632年4月30日）是三十年戰爭期間的神聖羅馬帝國元帥，曾先後擔任天主教聯盟軍隊與帝國軍隊的總司令，被視為是三十年戰爭中最傑出的軍事將領之一。
蒂利伯爵在八十年戰爭與長土耳其戰爭中表現出色，在長土耳其戰爭期間成為陸軍元帥。1610年，他受巴伐利亞選侯國之邀，重組該國的軍隊。1618年三十年戰爭爆發後，他成為天主教聯盟軍隊總司令，在白山戰役等戰役中取勝，控制德意志南部許多地區。對丹麥的戰爭中，蒂利在盧特戰役粉碎丹麥軍，迫使丹麥簽訂呂貝克和約。他在隔年成為帝國軍的總司令，開始與入侵德意志地區的瑞典國王古斯塔夫二世對敵，但他在洗劫馬格德堡的暴行，使得數個德意志親王支持瑞典軍，讓他在布萊登菲爾德戰役嘗到苦澀的失利，他在1632年的萊希河戰役受重傷後去世。

## 早年
1559年2月1日，让·采克拉斯生于蒂利堡（今维莱尔斯拉维耶）的一个罗马天主教布拉班特家庭。在科隆接受了耶稣会教育。
15岁时，加入西班牙军。八十年战争中，在亚历桑德罗·法尔内塞率领下与荷兰人作战。1585年，参与了安特卫普围城战。
1600年，他以雇佣兵身份加入神圣罗马帝国对奥斯曼帝国的战争中，在短短五年内成为陆军元帅（field marshal）。1606年战争结束后，他仍为鲁道夫二世服役。1610年，他被巴伐利亚公爵马克西米连一世任命为天主教同盟军指挥官。

## 波希米亞戰役
作為天主教聯盟部隊的指揮官，他在布拉格保衛戰後與波西米亞的叛亂分子作戰，那時他已經在用西班牙大方陣系統訓練他的士兵，該方陣的特點是火槍手可以得到長槍兵的支持。1620年11月8日，在布拉格以西的決定性白山戰役中，在蒂利伯爵的領導下，包括天主教聯盟和皇帝軍在內的25,000名士兵在與安哈爾特的克里斯蒂安和圖恩伯爵的戰鬥中取得了重要勝利。一半的新教軍隊被殺或被俘，而天主教聯盟只損失了700人。這場胜利對於鎮壓波西米亞的抵抗至關重要，這場戰役隨後的幾天，布拉格被佔領，27名叛亂分子領袖被斬首。

## 遺緒
在離開馬格德堡之後，蒂利到達了萊比錫，並在1631年9月17日在萊比錫附近的布賴滕費爾德附近同古斯塔夫·阿道夫的軍隊交戰。在戰鬥中他被古斯塔夫·阿道夫擊敗，傷亡27,000人。瑞典人機動、準確、快速的砲火使他的部隊潰散逃跑，他撤離了戰場。此外他的政治對手阻止了華倫斯坦對蒂利的幫助，所以他被迫轉向防守。1632年3月9日，他在班貝格擊敗了瑞典軍隊。蒂利試圖阻止瑞典人越過萊赫河畔賴恩（Rain am Lech）進入巴伐利亞，他在4月15日的賴恩之戰初期被火繩槍子彈打傷，他的右大腿被打碎，1632年4月30日在英戈爾施塔特死於骨髓炎引發的感染，享年 73 歲。他被葬於上巴伐利亞的舊厄廷。